# Zweite Thule-Expedition

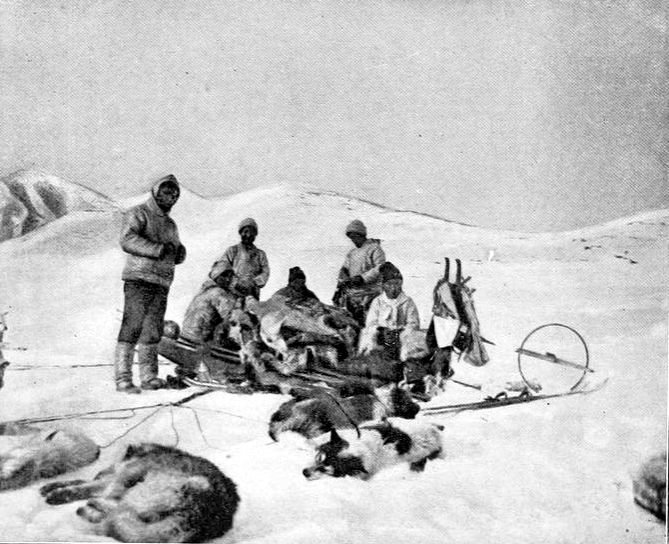
Teilnehmer an der Zweiten Thule-Expedition

Die Zweite Thule-Expedition Knud Rasmussens von 1916 bis 1918 diente der interdisziplinären Erforschung Nordgrönlands zwischen dem Sankt George Fjord und der De Long Bugt. Die Expedition erreichte ihre wissenschaftlichen Ziele, war aber überschattet vom Tod zweier Teilnehmer, des Grönländers Hendrik Olsen, der von einem Jagdausflug nicht zurückkehrte, und des schwedischen Biologen Thorild Wulff, der auf dem Rückweg an Hunger und Erschöpfung starb.

## Vorgeschichte

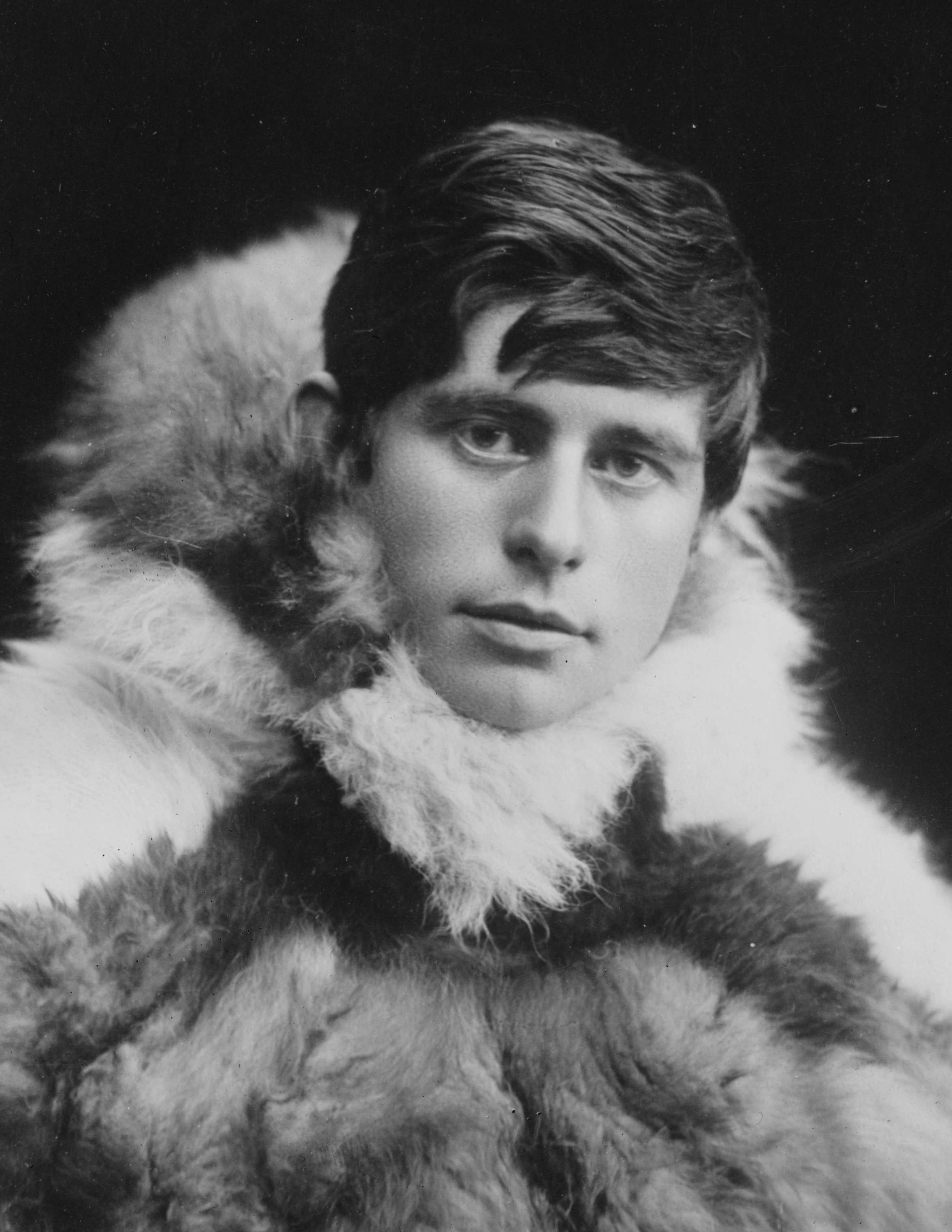
Knud Rasmussen

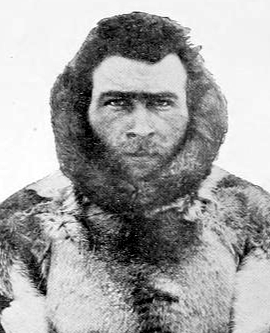
Lauge Koch

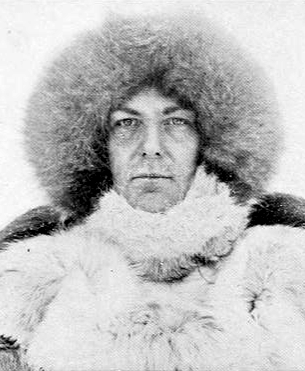
Thorild Wulff

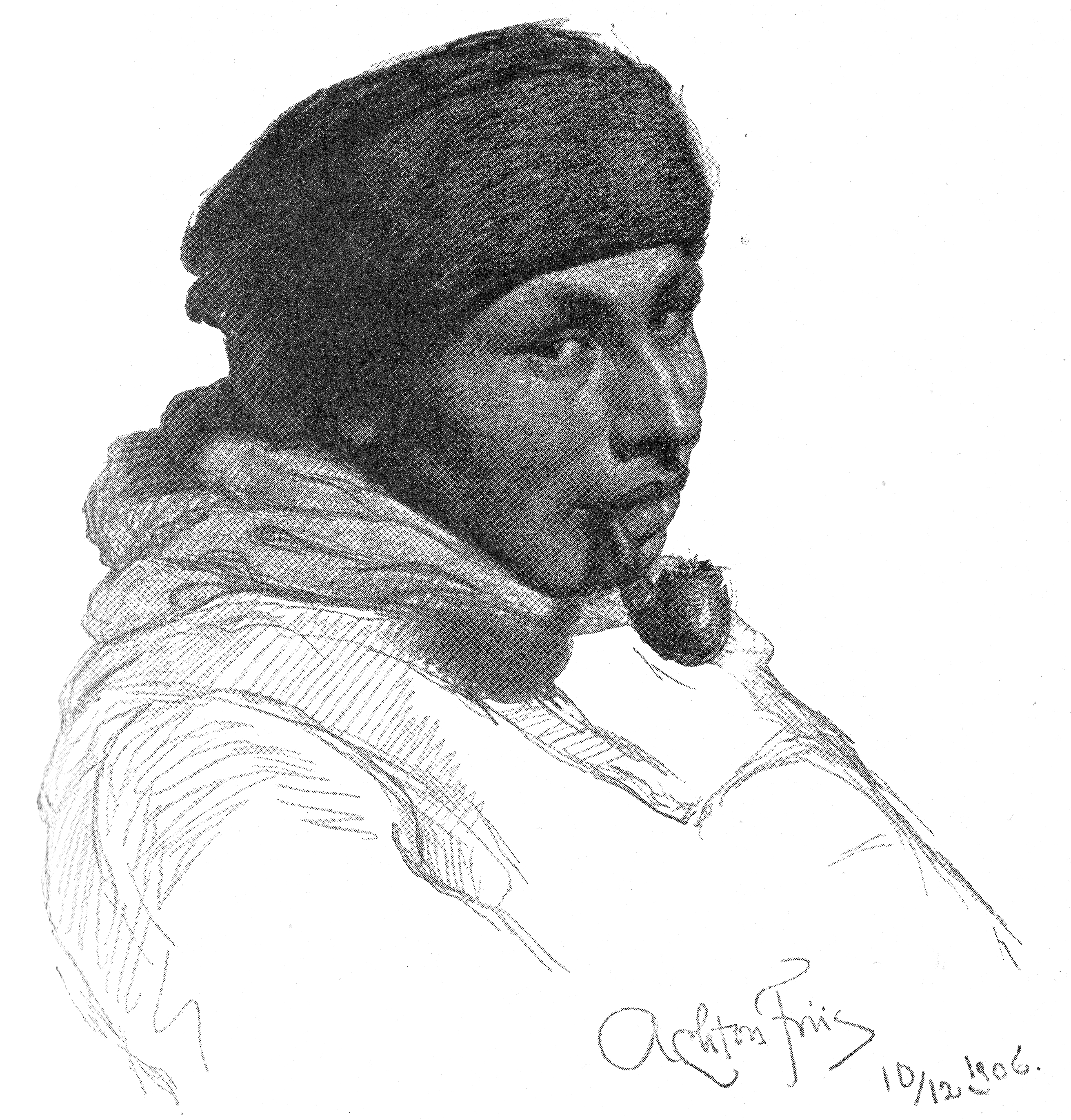
Hendrik Olsen

1910 gründete Knud Rasmussen in Uummannaq nahe Kap York in Nordgrönland den Handelsposten „Thule“. Er wollte den in der Region lebenden Polareskimos damit nach dem Ende der zwei Jahrzehnte währenden regelmäßigen Präsenz Robert Pearys die Fortsetzung ihres Handels mit Fellen zu fairen Konditionen ermöglichen. Gleichzeitig wollte er die Station als Ausgangsbasis für Expeditionen ethnografischer und geographischer Natur nutzen, zu deren Finanzierung der erwirtschaftete Gewinn herangezogen wurde.
Der Küstenverlauf Grönlands war zu dieser Zeit fast vollständig bekannt. Die letzten unerforschten Gebiete im Nordosten der Insel waren von der Danmark-Expedition in den Jahren 1906 bis 1908 kartiert worden. Unklarheiten gab es noch im Norden, wo die Küstenlinien der Fjorde im heutigen Knud Rasmussen Land nur grob kartiert waren, und um Peary Land, das als Insel angesehen wurde, die von Grönland durch den hypothetischen Pearykanal getrennt war. Rasmussen beschloss, die Gegend 1912 auf seiner Ersten Thule-Expedition genauer zu erforschen. Er musste seine Pläne aber kurzfristig ändern, als bekannt wurde, dass Ejnar Mikkelsen und Iver Iversen (1884–1968) von der Alabama-Expedition in Nordostgrönland verschollen waren. Rasmussen fühlte sich verpflichtet, den beiden zu Hilfe zu eilen.
Sich ganz auf die Reisetechniken der Polareskimos verlassend, überquerte er mit Peter Freuchen, seinem Partner beim Betrieb der Thule-Station, sowie den Grönländern Uvdloriaq und Inukitsoq das Inlandeis und suchte im Bereich des Danmark Fjords und des Independence Fjords vergeblich nach den Vermissten. Die Expedition entdeckte zwar, dass es den Pearykanal nicht gibt und Peary Land ein Teil Grönlands ist, für die Erforschung der Fjorde an der Nordküste blieb aber keine Zeit. Ein Versuch, dies 1914 nachzuholen, musste abgebrochen werden, nachdem sich der Expeditionsleiter Freuchen beim Sturz in eine Gletscherspalte verletzt hatte. Rasmussen hatte das Vorhaben aber nicht aufgegeben und setzte es ab 1916 mit der Zweiten Thule-Expedition in die Tat um.

## Expeditionsziel
Die interdisziplinär angelegte Expedition hatte das Ziel, die Küstengebiete im Norden Grönlands zwischen dem Sankt George Fjord und der De Long Bugt zu erforschen und zu kartieren. Einen Schwerpunkt bildete die Suche nach Siedlungsspuren prähistorischer Eskimos. Rasmussen erhoffte sich davon Aufschlüsse über die Route, auf der die Vorfahren der heutigen Inuit Grönland besiedelt hatten. Daneben sollten geologische Untersuchungen im Mittelpunkt stehen. Des Weiteren war geplant, ein sorgfältiges meteorologisches Tagebuch zu führen sowie botanische und zoologische Sammlungen anzulegen.

## Teilnehmer
Knud Rasmussen hatte ursprünglich die Absicht, die Expedition mit Peter Freuchen als Kartografen und dem Geologen Lauge Koch durchzuführen, der ihm von Hans Peder Steensby empfohlen worden war. Er änderte seine Pläne aber, als er den schwedischen Botaniker Thorild Wulff traf, der schließlich Freuchens Platz einnahm. Koch übernahm daraufhin auch die kartografischen Arbeiten. Die Hauptexpedition im Jahr 1917 hatte schließlich folgende sieben Teilnehmer:
- Knud Rasmussen, Ethnograf und Expeditionsleiter,
- Lauge Koch, Geologe und Kartograf,
- Thorild Wulff, Botaniker,
- Hendrik Olsen (1884–1917), Westgrönländer, der bereits an der Danmark-Expedition teilgenommen hatte,
- Ajako, Nasaitsordluarsuk und Inukitsoq, Hundeschlittenführer und Jäger.

Rasmussen bestand darauf, dass während der Expedition jeder außer dem Leiter die gleiche Stellung hatte, es also insbesondere keine Rangunterschiede zwischen den Europäern und den Grönländern gab.

## Vorbereitung, Ausrüstung und Finanzierung
Rasmussen verließ sich bei seiner Expedition erneut weitgehend auf Techniken der Polareskimos, ergänzt durch Gewehre, Munition, Primuskocher, Petroleum und Werkzeuge. Der mitgeführte Proviant, vor allem Narwal- und Walrossfleisch, das in den verschiedenen Siedlungen der Polareskimos gekauft wurde, war so bemessen, dass er zwei Monate bzw. für den Hinweg bis zum Nordenskjöld-Fjord reichen würde. Für die Rückreise waren lediglich 130 Pfund Pemmikan für die Hunde vorgesehen. Rasmussen setzte darauf, Männer und Hunde zusätzlich durch die Jagd auf Robben und vor allem Moschusochsen ernähren zu können. Die Risiken eines solchen Vorgehens waren ihm bewusst. Die auf den amerikanischen Karten des zu besuchenden Gebiets verzeichneten großen eisfreien Gebiete gaben ihm allerdings die Zuversicht, dass das Konzept aufgehen würde. Auf den ersten Reiseetappen sollten zusätzliche Schlitten die Expedition begleiten und sukzessive umkehren, die letzten am Thank God Harbour. Die sieben Männer würden dann mit sechs Schlitten weiterziehen, vor die 72 Hunde gespannt wären. Die erforderlichen finanziellen Mittel stammten aus den Gewinnen der Thule-Station.
Die Expedition war nur mit den nötigsten wissenschaftlichen Instrumenten ausgestattet: einem Theodolit, drei Aneroidbarometern, einem Siedebarometer für Höhenbestimmungen, einem Maximum- und einem Minimumthermometer, verschiedenen Weingeist- und Quecksilberthermometern, einem Windmesser, einem Hygrometer und dem, was zum Einlegen und Trocknen von Pflanzen gebraucht wurde.
Rasmussen, der selbst keine akademische Ausbildung genossen hatte, suchte vor der Reise den Kontakt zu Wissenschaftlern. Ein wissenschaftliches Komitee wurde gegründet, das aus dem Zoologen Hector Jungersen (1854–1917), dem Polarforscher Johan Peter Koch, dem Mineralogen Ove Balthasar Bøggild (1872–1956), dem Ethnografen Hans Peder Steensby und dem Botaniker Carl Hansen Ostenfeld bestand.

## Verlauf

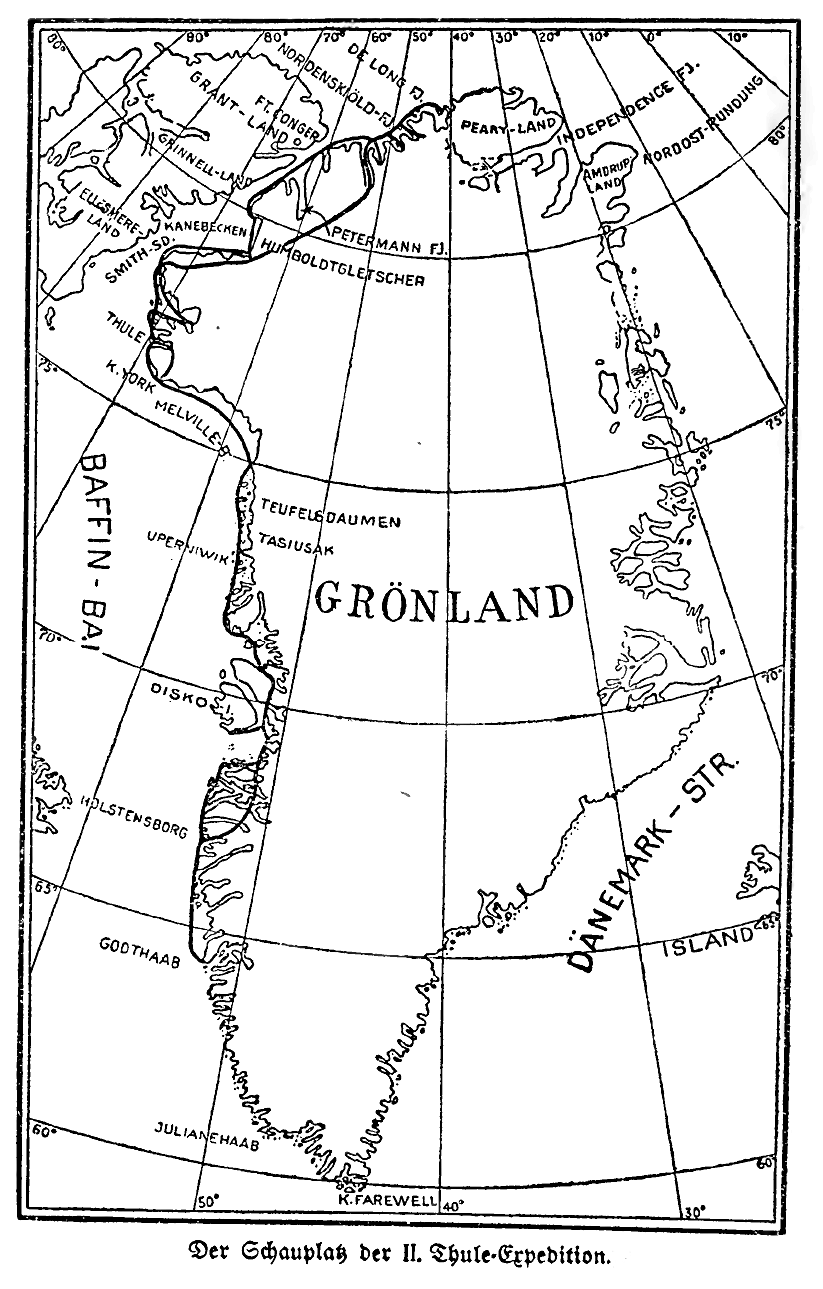
Route der Zweiten Thule-Expedition von Godthåb bis nach Peary Land

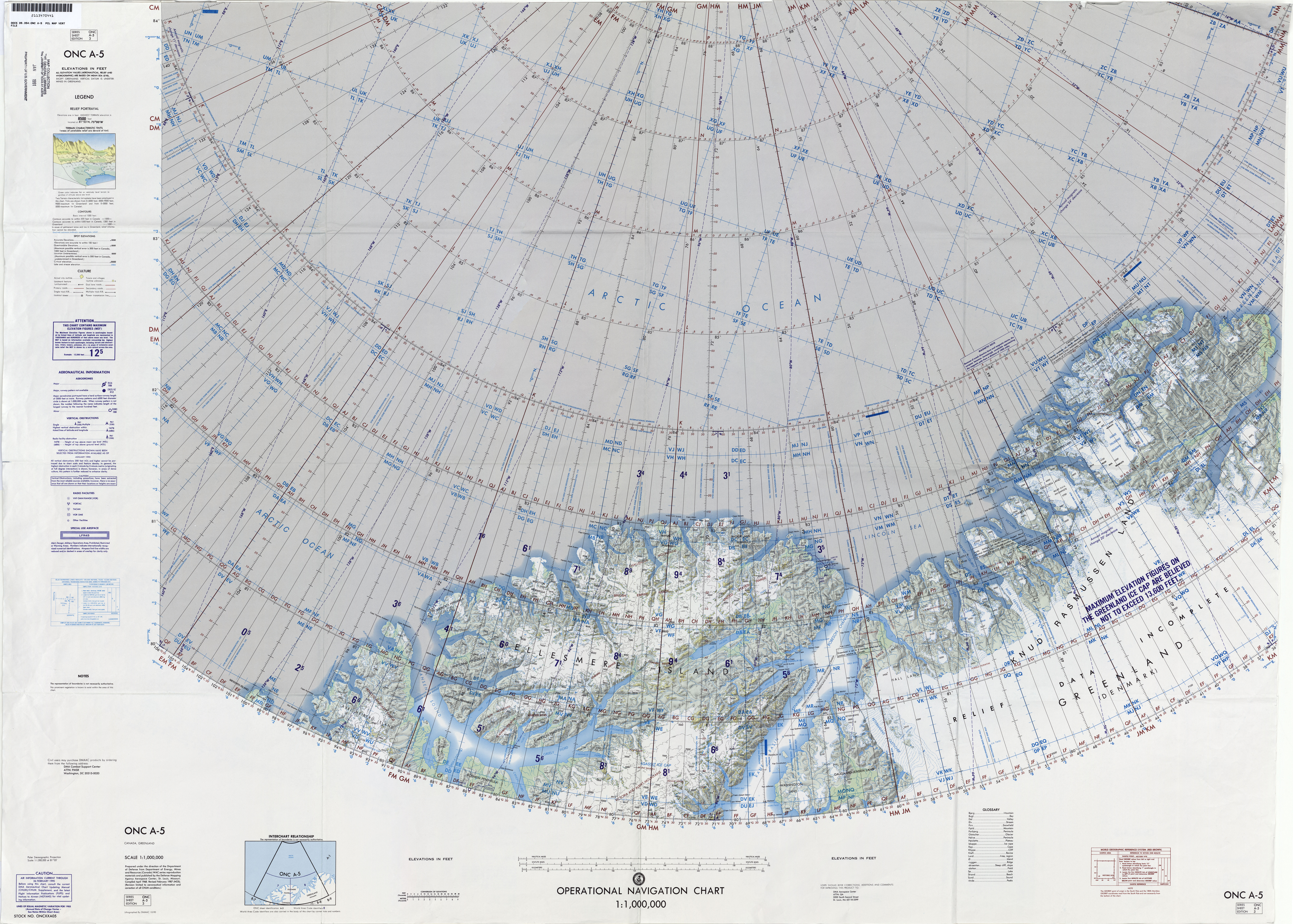
Moderne Karte des Nordens von Ellesmere Island und Grönland

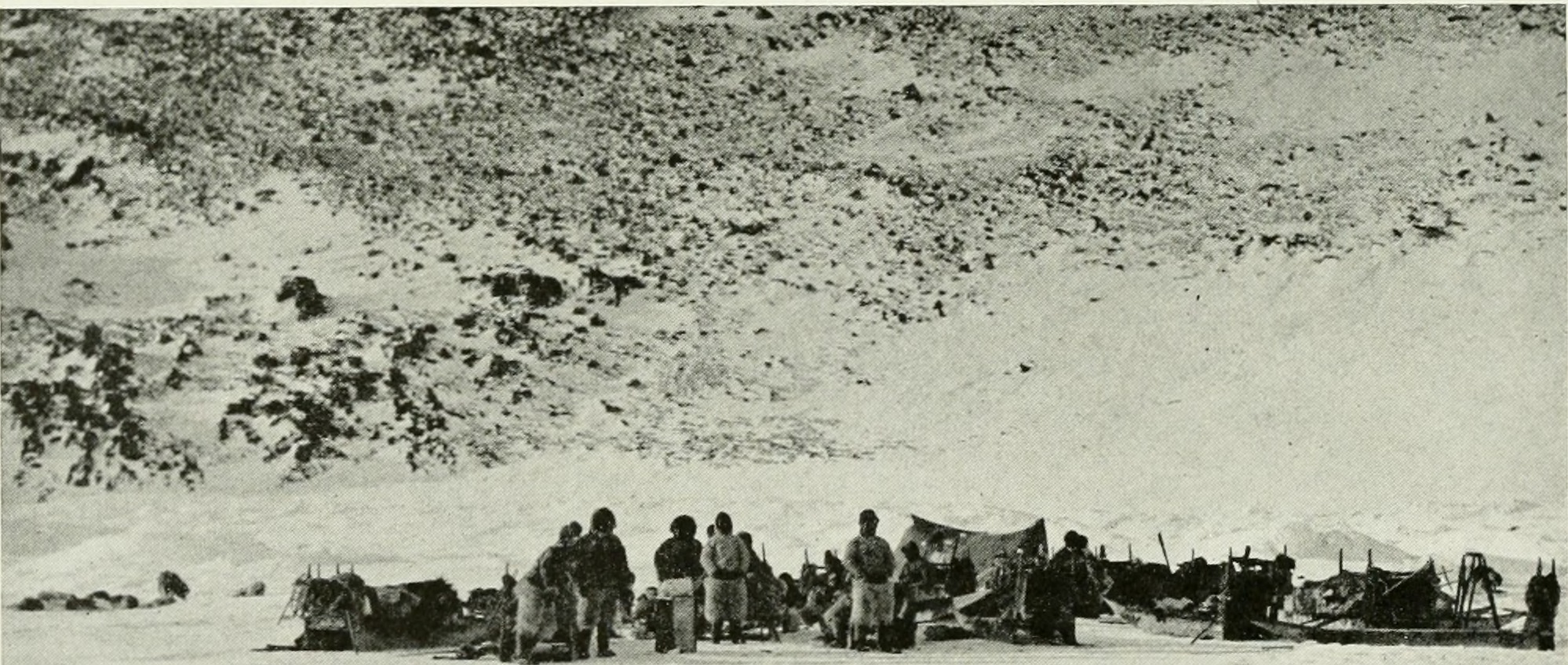
Inuit und Schlitten der Zweiten Thule-Expedition in Etah

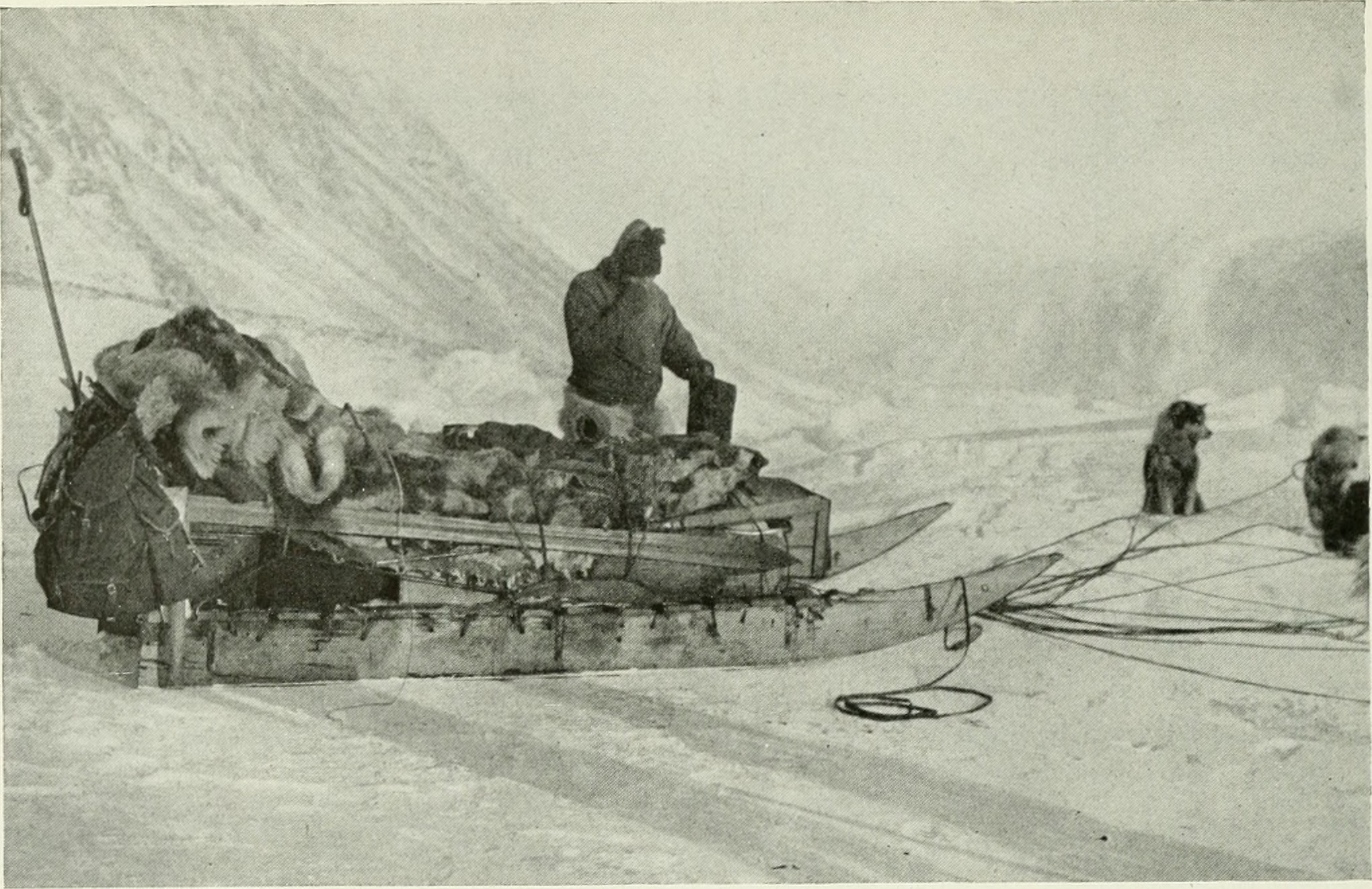
Hendrik Olsen an seinem Schlitten

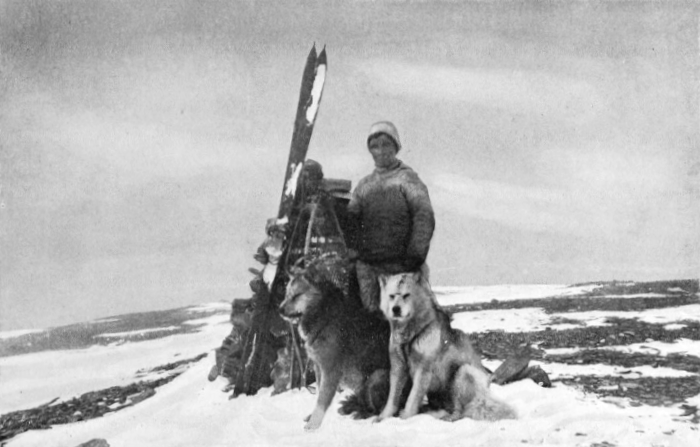
Ajako am Dragon Point

### Melville-Bucht
Rasmussen und Koch verließen Kopenhagen am 1. April 1916 an Bord des Dampfschiffs Hans Egede. Als sie am 18. April in Godthåb von Bord gingen, mussten sie erkennen, dass die Wetterbedingungen für eine Reise nach Nordgrönland schwierig waren. Ein milder Winter und ein zeitiges Frühjahr hatten dafür gesorgt, dass es weder festes Wintereis noch offenes Wasser gab. So wurde der Entschluss gefasst, die Expedition an die Nordküste Grönlands um ein Jahr zu verschieben und dafür eine genauere Landaufnahme der bis dahin nur grob kartierten Melville-Bucht vorzunehmen. Wollte man dort noch günstige Eisbedingungen vorfinden, eilte die Zeit. So reisten Rasmussen, Koch und der Grönländer Tobias Gabrielsen, der auf der Danmark-Expedition zum Schlittenteam Johan Peter Kochs gehört hatte, mit Boot und Hundeschlitten am Tag und in der Nacht. Am 4. Juni wurde Kullorsuaq, die nördlichste Siedlung Westgrönlands, erreicht. Vom 4. bis 17. Juni wurde die Melville-Bucht erforscht. Lauge Koch gelang es, die gesamte etwa 500 km lange Küstenlinie zu kartieren. Rasmussen untersuchte indessen die Reste früherer Siedlungen und identifizierte die Ruinen von mehr als 50 Winterhäusern. Er legte detaillierte Karten der wichtigsten Siedlungen an.

### Thule
Vom 1. Juli bis 1. Oktober wurden Ruinen der Eskimos in der Umgebung der Thule-Handelsstation bei Uummannaq untersucht. Neben Rasmussen und Koch war Peter Freuchen daran beteiligt. Eine Karte mit den Resten von 60 Häusern sowie zahlreichen Gräbern, Zeltringen und Fleischgruben wurde angelegt. Mit George Comer, dem Eislotsen des Schoners George B. Cluett, der beim Versuch, die Crocker-Land-Expedition aus Etah in die Heimat zu holen, in der North Star Bugt für zwei Jahre eingefroren war, gruben sie einen großen Køkkenmødding aus, einen prähistorischen Abfallhaufen. Die darin gefundenen Knochen zeigten die Bedeutung der Jagd auf Grönlandwale für die Menschen der Thule-Kultur, wie sie später nach diesem Fundplatz genannt wurde.
Im Sommer kam ein weiteres Schiff, die Danmark, zur Thule-Station. Auch dieses war auf dem Weg zur in Etah festsitzenden Crocker-Land-Expedition. An Bord war der schwedische Botaniker Thorild Wulff, der das Expeditionsteam als ausgewiesener Kenner der arktischen Pflanzenwelt verstärkte. Im Winter übten sich die Expeditionsteilnehmer im Schlittenfahren. Mehrere Fahrten führten wieder in die Melville-Bucht, wo die im Frühjahr begonnenen Arbeiten komplettiert wurden.

### Zu den Fjorden an der Nordküste Grönlands
Die Expedition verließ Thule in zwei Gruppen am 5. und 6. April 1917. In den auf dem Weg liegenden Wohnplätzen wurden Schlittengespanne gemietet und Fleisch gekauft. Rasmussen hatte auch Kamiks und Fausthandschuhe geordert, die nun in Empfang genommen wurde. Am 9. April brach die Expedition mit 27 Schlitten und 354 Hunden in Neqi auf. Am nächsten Tag legte sie in Etah beim Haus der Crocker-Land-Expedition eine Rast ein, die auf drei Tage ausgedehnt werden musste, da ein Unwetter die sofortige Weiterfahrt verhinderte.
Rasmussen folgte auf dem Hinweg der Küste der Nares-Straße. Auf dem breiten Eisfuß am Rand des Kane-Beckens kamen die Schlitten zunächst gut voran. Schon am 20. April wurde die 100 km breite Front des Humboldt Gletsjers auf dem Weg nach Washington Land seeseitig umfahren. Am 1. Mai standen die Männer am Grab von Charles Francis Hall, der 1871 gestorben war, nachdem er so weit nach Norden vorgestoßen war wie niemand vor ihm. Hier schickte Rasmussen die letzten Begleiter mit den bis dahin von Koch gesammelten Gesteinsproben zurück. Die sieben Männer kamen jetzt nur noch mühsam voran, denn Eispressungen hatten große Schollen auf den Eisfuß der Küste geschoben, sodass dieser meistens nicht befahren werden konnte. Am 7. Mai wurde der Sankt George Fjord überquert und Dragon Point erreicht. Damit war die Expedition in ihrem Zielgebiet angekommen.
Die Hälfte des mitgeführten Proviants war inzwischen aufgebraucht. Aus dem Rest wurde ein Depot gebildet, damit er für den Rückweg über das Inlandeis zur Verfügung stünde, denn hier wäre keine Jagd mehr möglich. Mitgenommen wurden nur drei Tagesrationen für die Männer und eine einzige Mahlzeit für die 70 Hunde, die durch die Strapazen der letzten Wochen und das ausgebliebene Jagdglück in keinem guten Zustand waren. Zurückgelassen wurden auch zwei Schlitten. Vorrangiges Ziel war jetzt eine Versorgung mit frischem Fleisch. Erst danach konnten die Forschungsarbeiten aufgenommen werden. Nach der Überquerung des zugefrorenen Sherard-Osborn-Fjords konnten auf der Halbinsel Nares Land 19 Moschusochsen geschossen werden. Die Expedition schlug hier bis zum 17. Mai ihr Lager auf, um die Hunde wieder zu Kräften kommen zu lassen. Inzwischen erforschten Koch und Inukitsoq den Viktoria-Fjord. Am 18. Mai kehrten Rasmussen, Koch und Ajako zum Dragon Point zurück und kartierten den Sherard-Osborn-Fjord. Die anderen vier zogen weiter zum Nordenskiöld-Fjord, um dort vorsorglich zu jagen.
Aufgehalten durch eine fiebrige Erkrankung Kochs traf Rasmussens Gruppe erst am 30. Mai an der Mündung des Nordenskiöld-Fjords auf die anderen Expeditionsteilnehmer. Während Rasmussen, Koch und Ajako den Fjord erkundeten, zogen die anderen in Richtung De Long Bugt weiter. Die schmalen Küstenstreifen des Nordenskiöld-Fjords bestanden aus nackten Felsen. Das Hinterland war vergletschert. Der Mangel an Futter führte dazu, dass immer mehr Hunde geschlachtet und an die anderen verfüttert werden mussten. Am 4. Juni entdeckte Rasmussens Gruppe einen noch unbekannten großen, nach Osten führenden Fjord, der J.-P.-Koch-Fjord benannt wurde. Am 14./15. Juni zog die Gruppe weiter nach Norden. Einen Tag später kam es zur Begegnung mit der zweiten Gruppe, die bereits viele Hunde verloren hatte. Der Mangel an Wild hatte sie umkehren lassen, bevor die De Long Bugt erreicht war. Als es gelang, eine Robbe und etliches Kleinwild zu erlegen, entschied Rasmussen, die Expedition mit der Erforschung der De Long Bugt fortzusetzen. Dieser stellte sich als ein verzweigtes Fjordsystem heraus. Vom Berg Thule Fjeld auf der Insel Hanne Ø, etwa 10 Kilometer innerhalb der De Long Bugt, wurde dieser am 21. Juni grob vermessen und skizziert. Damit hatte die Expedition ihre Aufgabe erfüllt. Vor ihr lag aber der Rückweg nach Thule.

### Der Rückweg
Das nun einsetzende Tauwetter machte die Rückreise sehr beschwerlich. Auf dem Meereis befand sich nun nasser Schnee, aus dem zunehmend Eiswasser wurde. Obwohl die Männer täglich 12 bis 18 Stunden unterwegs waren, kamen sie jeweils nur 15 bis 16 km voran. Zu ihrem Glück besserte sich das Wetter, sodass die Sonne die nasse Kleidung immer wieder trocknen konnte. Die Versorgung mit Fleisch blieb kritisch. Selbst wenn die Jagd auf Robben oder Moschusochsen erfolgreich war, konnten die Männer die Schlitten nicht übermäßig beladen, wenn sie vorankommen wollten. Das Fleisch musste an Ort und Stelle verzehrt werden. Ab dem 28. Juni waren die beiden Gruppen wieder vereint. Zu dieser Zeit besaß die Expedition noch 21 Hunde. Nach der Überquerung des Sherard-Osborn-Fjords fuhren Rasmussen, Ajako und Inukitsoq mit den Schlitten über das Meereis zum Rand des Daniel-Bruun-Gletschers, über den der Aufstieg auf den Eisschild erfolgen sollte, und die anderen gingen über Land zum selben Ort und versuchten, Hasen oder Moschusochsen zu jagen. Als der Grönländer Hendrik Olsen nicht am vereinbarten Treffpunkt ankam, mussten die anderen nach viertägiger vergeblicher Suche nach dem Verschollenen weiterreisen. In einem Steinmann hinterließen sie ihm eine Nachricht, welchen Weg sie einschlagen würden. Der Insel, auf der er zuletzt gesehen wurde, gab Rasmussen den Namen Hendrik Ø.
Der Daniel-Bruun-Gletscher erwies sich als ein Firn, der vom Inlandeis durch zwei tiefe und schneefreie Täler getrennt war. Deren Überwindung kostete die Männer viel Kraft und Zeit. Erst am 10. August wurde der Eisschild erreicht. Am 21. August wurde der letzte Proviant verzehrt, am 25. der letzte Hund geschlachtet. An diesem Tag verließ die Expedition das Inlandeis in der Nähe von Kap Agassiz im Osten Inglefield Lands. Bis Etah waren es jetzt noch 250 km. Vor allem Wulff, der ohnehin sowohl an Malaria als auch an Syphilis litt, war nicht in der Lage, die Strecke sofort in Angriff zu nehmen. Es wurde beschlossen, dass Rasmussen und Ajako Hilfe aus Etah holen sollten, während die anderen vier sich nach ein paar Tagen Rast zu einem See in der Nähe von Kap Russell begeben würden. Nach nur fünf Tagen, am Abend des 30. August, kam Rasmussen nach Etah. Die Hilfsschlitten wurden am folgenden Tag gepackt, und am 1. September verließen sechs Männer mit fünf Hundeschlitten den Wohnplatz. Sie trafen am 4. September auf Koch, Nasaitsordluarsuk und Inukitsoq. Diese hatten den entkräfteten Wulff, der über Herz- und Magenschmerzen klagte und von den geschossenen Hasen kaum etwas aß, auf dessen eigenen Wunsch schon am 29. August zurückgelassen.
Nachdem er sich von den Strapazen der vergangenen Monate erholt hatte, begab Rasmussen sich nach Thule, um die Überwinterung vorzubereiten. Ein erster, von Ajako im September unternommener Versuch, zu Wulff vorzudringen, scheiterte an den schweren Herbststürmen. Im Oktober kehrten Koch, Freuchen und Ajako ans Kap Agassiz zurück, konnten Wulff bei schwindendem Tageslicht und frisch gefallenem Schnee aber nicht finden und beerdigen. Freuchen war überzeugt, dass dieser seine Entscheidung bereut und versucht hätte, seinen Kameraden zu folgen. Die zurückgelassenen Sammlungen und Tagebücher wurden aber geborgen.

## Ergebnisse
Aus wissenschaftlicher Sicht war die Zweite Thule-Expedition erfolgreich und erbrachte bedeutende Ergebnisse. Die Melville-Bucht und die meisten der Fjorde an Grönlands Nordküste wurden kartiert. An der Nordküste wurden 40 Breitengradbeobachtungen, etwa 80 Azimutbestimmungen und 40 Längengradbestimmungen vorgenommen. Etwa 150 Höhen wurden trigonometrisch bestimmt. Die Folge war, dass an den bis dahin vorliegenden groben Karten Nordgrönlands zahlreiche Korrekturen angebracht werden konnten. Das Gebiet stellte sich als viel stärker vergletschert heraus als angenommen – ein Grund für das meist ausbleibende Jagdglück der Expedition. Eine Überraschung war die Entdeckung des großen J.-P.-Koch-Fjords. 
Koch sammelte zahlreiche Mineralien und Fossilien und fertigte eine geologische Karte der besuchten Gebiete an. Als sein wichtigstes Ergebnis betrachtete er die Entdeckung, dass das von Irland und Schottland über Norwegen und Spitzbergen verlaufende Kaledonischen Gebirge sich im Norden Grönlands – und damit westlich des Atlantiks – fortsetzt.
Rasmussen fand zwischen Etah und dem Humboldt Gletsjer neun ehemalige Siedlungen und eine weitere nördlich des Gletschers an der Benton-Bucht. Er konnte 60 die Ruinen von Winterhäusern identifizieren und zum Teil vermessen. Reguläre Ausgrabungen waren wegen der extremen Kälte im April dagegen nicht möglich. Außerdem fand er eine große Anzahl von Zeltringen, Fleischgruben und aus Steinen gebaute Fuchsfallen (sogenannte Uvdlisatit). Die Ruinen der Winterhäuser an der Benton-Bucht waren die nördlichsten, die von der Expedition entdeckt wurden. Weil nördlich davon auch keine Zeltringe, Feuerplätze oder sonstige Spuren früherer Besiedlung identifiziert werden konnten, schloss Rasmussen, dass die Besiedlung Nordostgrönlands nicht über die Nordspitze Grönlands, sondern nur über Kap Farvel im Süden erfolgt sein könne. Dass Rasmussen irrte, stellte sich erst durch Funde der Peary-Land-Expeditionen Eigil Knuths nach dem Zweiten Weltkrieg heraus. Sie belegen, dass sowohl die Eskimos der Thule-Kultur (wie auch die der früheren Independence-I- und Independence-II-Kulturen) auf dem nördlichen Weg nach Peary Land einwanderten. Die Thule-Eskimos zogen wahrscheinlich über den J.-P.-Koch-Fjord, das Wandel Dal und den Jørgen Brønlund Fjord.
Die zoologischen und botanischen Sammlungen Wulffs vervollständigten die botanische Erforschung Grönlands. Sie wurden von Carl Hansen Ostenfeld bearbeitet, der 1924 in der Zeitschrift Meddelelser om Grønland den 48 Seiten langen Artikel The Vegetation of the North-Coast of Greenland Based Upon the Late Dr. Th. Wulff’s Collections and Observations veröffentlichte. Die Pilze wurden von Jens Lind (1874–1939) bearbeitet, die Flechten von Bernt Lynge (1884–1942).

## Nachwirkung
Von Rasmussens sieben Thule-Expeditionen forderte nur die zweite Menschenleben. Der tragische Tod Wulffs zog eine polizeiliche Untersuchung nach sich, bei der Koch die Aussage verweigerte. Im Gegensatz zu Rasmussen wünschte er eine Verhandlung in Kopenhagen, nicht in Grönland. Außerdem verlangte er die Einsetzung eines Ehrengerichts. Dazu kam es nicht, aber zwei der bedeutendsten Polarforscher, Adolf Erik Nordenskiöld und Fridtjof Nansen, berieten sich und erklärten im Einvernehmen mit Rasmussen und Freuchen, dass Koch sich tadellos verhalten habe. Trotzdem blieb das Verhältnis zwischen Koch und Rasmussen nachhaltig gestört. Nach Meinung des französischen Polarforschers Jean Malaurie trug Koch Rasmussen nach, dass er in eine Situation gekommen war, wo er sich entscheiden musste, Wulff zurückzulassen oder gemeinsam mit ihm zu sterben.
Rasmussen startete nach zwei kleineren Unternehmungen 1921 die wissenschaftlich bedeutende Fünfte Thule-Expedition. Während ein ethnografisches Forscherteam im Siedlungsgebiet der Inuit an der Hudson Bay arbeitete, fuhr er selbst in Begleitung zweier Polareskimos an der Nordküste Kanadas entlang bis nach Alaska. Für Lauge Koch war die Zweite Thule-Expedition der Auftakt zu einer Serie geologischer Expeditionen nach Grönland. Schon bald kehrte er als Leiter der Dänischen Jubiläums-Expedition 1920–1923 nach Nordgrönland zurück. Er verbrachte hier insgesamt 6 Winter und 33 Sommer, etwa ein Drittel seines Lebens.